# Jonathan Struppy, el condenado del faro
Jonathan Struppy, el condenado del faro es una serie de historietas creada por el autor español Joan Boix en 1982, en la que el protagonista homónimo, un farero, rememora las vivencias de los marineros de su familia.

## Trayectoria editorial
En 2007 y 2008, el propio autor la recopiló en una colección de 3 álbumes, a un ritmo de cuatro historietas por ejemplar. 

## Valoración
El crítico Manuel Darias considera a Jonathan Struppy, el condenado del faro la serie más ambiciosa de su autor.